# Gerard Coad Smith
Gerard Coad Smith (New York, 4 mei 1914 - Easton (Maryland), 4 juli 1994) was een Amerikaans diplomaat. Hij leidde de delegatie tijdens de Strategic Arms Limitation Talks (SALT) in 1969 en was de eerste voorzitter van de Trilaterale commissie.

## Levensloop
Smith studeerde rechten aan de Yale-universiteit en begon zijn carrière als advocaat in New York. Tijdens de Tweede Wereldoorlog werkte hij als procurement officer voor het ministerie van marine in Washington.
Vanaf 1950 werkte hij opnieuw in overheidsdienst voor de atoomenergiecommissie (AEC). In deze functie ontwikkelde hij zich als een expert op het gebied van kernenergie. Vanaf 1954 werkte hij voor het ministerie van buitenlandse zaken als speciaal assistent voor kernenergie en was hij geregeld betrokken bij onderhandelingen hierover, onder meer tussen de VS en de Sovjet-Unie.
Van 1957 tot 1961 was hij assistent-minister voor buitenlandse zaken op het gebied van beleidsplanning. In dezelfde periode was hij verder directeur van beleidsplanning en hield hij zich bezig met een uitgebreid scala aan zaken waaronder de oost-westverhoudingen.
In 1969 werd hij door president Nixon benoemd tot directeur van het Arms Control and Disarmament Agency. Hier bleef hij aan tot 1973. In deze functie leidde hij de Amerikaanse delegatie tijdens de Strategic Arms Limitation Talks en bereidde hij het ABM-verdrag voor dat door Nixon werd ondertekend in Moskou.
Hierna sloot hij zich aan bij David Rockefeller om hem te helpen de Trilaterale commissie op te richten. Tot 1977 leidde hij de Noord-Amerikaanse delegatie tijdens ontmoetingen; daarnaast was hij opnieuw werkzaam in zijn eigen kantoor als jurist.
Van 1977 tot 1981 was hij vertegenwoordiger van de VS bij het Internationaal Atoomenergieagentschap in Wenen. In dezelfde tijd was hij algemeen ambassadeur (ambassador at large) op het gebied van non-proliferatie. In deze hoedanigheid reisde hij de wereld door om landen over te halen geen nucleaire wapens aan te schaffen. Aan het eind van zijn termijn werd hij door president Carter onderscheiden met de Presidential Medal of Freedom, een van de twee hoogste burgerlijke onderscheidingen in de VS.